# Richard Adams (romancier)
Pour les articles homonymes, voir Richard Adams et Adams.
Œuvres principales
- Les Garennes de Watership Down

Richard George Adams, né le 9 mai 1920 à Newbury (dans le Berkshire) et mort le 24 décembre 2016  à Oxford, est un romancier britannique. 
D'abord étudiant à Oxford, il est appelé lors de la Seconde Guerre mondiale. Démobilisé peu avant la fin de la guerre, il reprend ses études et obtient son diplôme d'histoire. Il intègre le gouvernement en tant que bras droit du ministre de l'environnement. Ce n'est qu'à plus de 50 ans qu'il écrit son premier roman Watership Down, succès planétaire et véritable classique moderne dont les ventes s'élèvent aujourd'hui[Quand ?] à plus de 50 millions d'exemplaires et qui a été traduit dans plus de 50 langues.  
Richard Adams a écrit vingt ouvrages et a vécu à Witchurch avec sa femme, à quelques kilomètres seulement de l'endroit où il a grandi et qui lui a inspiré Watership Down. Fervent défenseur de la nature et des animaux, il a longtemps continué à se battre pour la protection de l'environnement.

## Biographie

### Naissance et enfance
Fils d'Evelyn George Beadon Adams, médecin, et sa femme, Lilian Rosa Adams, Richard George Adams est le plus jeune de trois enfants. Petit, il passe son temps à se promener dans les grands jardins de la famille ou les collines du Berkshire, et occupe ses heures solitaires en s'imaginant gouverner un monde imaginaire.
À 6 ans, Richard George Adams sait lire et écrire et se plonge alors dans les livres de Beatrix Potter. Il se souvient s'identifier complètement à Jeannot Lapin.

### Éducation
De 1926 à 1933, Richard George Adams va à l'école à Horris Hill School à Newbury puis au collège de Bradfield de 1933 à 1938.
Encouragé par un professeur qui décèle en lui un grand potentiel, Richard George Adams parvient à obtenir une bourse d'études pour intégrer Worcester College à Oxford où il décide d'étudier l'histoire. Étudier à Oxford lui laisse du temps pour lire, principalement des classiques. La guerre interrompt ses études, mais sitôt démobilisé, il retourne à Oxford où il obtient une licence en 1948 et un Master en 1953.

### Guerre
En 1940, lors de la Seconde Guerre Mondiale, Richard Adams rejoint l'armée royale et intègre la division de la First Airbone où il est agent de liaison parachutiste. Il a alors 19 ans et est envoyé pour combattre en Europe, en Palestine et en Extrême-Orient.
Il est démobilisé en 1946 et retourne directement à l'université où il obtient son diplôme.
Les horreurs de la guerre et la perte de beaucoup de ses amis lui laissent un grand traumatisme. Il raconte plus tard son expérience dans The Day Gone By, une autobiographie sur cette période sombre de sa vie.

### Carrière dans la fonction publique
En 1948, après avoir reçu son diplôme d'histoire, Richard George Adams entre au ministère de l'environnement et évolue jusqu'à atteindre le poste de premier assistant de ministre du logement. Il se fait remarquer quand il réussit à faire signer une loi qu'il a écrite contre la pollution de l’air en 1968. 

### Mariage et paternité
Richard George Adams se marie à Elizabeth et ensemble ils ont deux filles, Juliet et Rosamond à qui il dédie son premier roman, Watership Down.

### Watership Down

#### Naissance de l'œuvre
Watership Down existe grâce à l'insistance de ses filles. Lors d'un voyage pour Stratford-upon-Avon, la ville de Shakespeare, Juliet et Rosamond encouragent leur père à leur raconter une histoire. Naissent ainsi les personnages de Hazel et Fyveer. L'histoire se continue ainsi pendant trois semaines, et quand elle est finie, ses filles poussent le père à l'écrire. Richard Adams, alors fonctionnaire, se met à écrire tous les soirs et, au bout de dix-huit mois, le premier manuscrit est achevé.

#### Publication et réception
Richard Adams souhaite publier ce livre pour que ses filles en aient une version. Il ne s'attend pas au succès qu'il provoque. Le manuscrit est d'abord refusé par sept éditeurs, par crainte que les adultes ne lisent pas cette histoire de lapins et que les enfants soient rebutés par le style d'écriture plutôt "adulte". Ne pouvant se résoudre à récupérer les manuscrits refusés, Richard Adams envoie sa femme à sa place.
Richard Adams contacte finalement Rex Collings, qui a publié un livre du même genre qui évoquait à la fois la nature et la vie d'un petit garçon, Wood Magic. Rex Collings est encore un petit éditeur londonien, sans grande trésorerie, qui peut faire seulement un premier tirage de 2 500 exemplaires en 1972. Cependant, il s'arrange pour en faire parvenir des exemplaires à des critiques influents. Devant le succès, Puffin s'intéresse au roman et en publie une version de poche. Watership Down reste plus de 70 semaines en tête des listes des meilleures ventes du Sunday Times.
Deux ans plus tard, Watership Down est publié aux États-Unis par Macmillan, grande maison d'édition américaine. 
En un an, Watership Down se vend à plus d'un million d'exemplaires, ce qui permet à Richard Adams de quitter le ministère de l'environnement et de se consacrer uniquement à l'écriture.
Aujourd'hui, le roman s'est vendu à plus de cinquante millions d'exemplaires.
Victime de son propre succès, Richard Adams est obligé de partir sur l'Île de Man pendant plusieurs années lors de la période de la taxe créative de retenue de 98 % de son revenu. Il en revient seulement quand la taxe est modifiée.

### Carrière d'auteur
Avant même de trouver un éditeur, Richard Adams se lance dans un deuxième roman, Shardik (inédit en français) . Après la publication,  il devient auteur à temps plein, à 54 ans. Dans ce roman, Kelderek chasse Shardik, un ours géant qu’il pense être l’incarnation de la puissance de Dieu. La réception positive est moins enthousiaste que pour Watership Down. 
En 1977, il publie The Plague Dogs (Les Chiens de la peste), où les protagonistes s’échappent d’un laboratoire d’expérimentations et découvrent la vie en liberté qui peut s’avérer plus cruelle que la vie en captivité. 
Grâce à son statut d'auteur reconnu, il effectue des  résidences littéraires à l'Université de Floride et à Hollins en Virginie pour la promotion de la poésie.
En 1996, après avoir écrit 15 autres livres, Richard Adams offre à ses fans un retour dans le décor de son premier roman avec Tales of Watership Down (Les Contes de Watership Down, inédit en français), un recueil de 19 nouvelles qui reprennent les personnages de Watership Down et introduisent cinq nouveaux personnages ainsi que des légendes inédites. 
Son dernier roman, paru en 2006, Daniel, raconte la vie d’un jeune garçon dans une plantation aux États-Unis jusqu’à ce qu’un évènement vienne changer sa condition et l'entraîne dans un périple qui le confronte à la traite des esclaves. 
Richard Adams a produit plus de vingt travaux dont des romans, de la poésie et des essais, avec notamment Voyage through the Antarctic qu’il a coécrit avec son ami l’ornithologue Ronald Lockley décédé en 2000.

### Vie personnelle et mort
Richard Adams vivait à Whitchurch avec sa femme Elizabeth, à seulement une dizaine de kilomètres de là où il est né. Il a eu deux filles, Juliet et Rosamond, six petits enfants, Lucy, Sarah, Miranda, Grace, Robert, et Maeve, et sa première arrière-petite-fille, Florence, est née en 2015. 
Richard Adams meurt le 24 décembre 2016 à 96 ans.

## Protection de l'environnement
C'est grâce à son père que Richard George Adams développe sa passion pour la nature. Il évoque à plusieurs reprises à quel point il aime parcourir la campagne anglaise, paysage que l'on retrouve dans son premier roman, mais aussi dans Nature Through the Seasons.
Au ministère, Richard George Adams réussit à faire signer une loi qu'il a écrite contre la pollution de l’air en 1968.
Il se bat contre la vente de fourrures et l'utilisation des animaux pour faire des tests cosmétiques.
En 1982, Richard George Adams est nommé Président du RSCPA (Royal Society for the Prevention of Cruelty to Animals) mais quittera rapidement cette fonction, estimant que les personnes travaillant dans la société s'intéressaient plus à leurs carrières qu'au sort des animaux.

## Influences
Admirateur de Kipling et de Shakespeare, Richard George Adams profite de ses années d'études à Oxford et de son temps libre en tant que fonctionnaire pour s'abreuver de littérature classique.
Il s'inspire également des personnes qu'il a rencontrées au cours de sa vie pour créer ses personnages.

## Prix
En 1972, Richard Adams reçoit la Médaille Carnegie, récompense britannique décernée pour des œuvres pour les enfants ou les jeunes adultes grâce à son premier roman, Watership Down. Il remporte aussi le prix de la fiction pour enfants du journal britannique The Guardian.
En 1975, il est fait membre de la Royal Society of Literature, l'équivalent anglais de l'Académie française.

## Œuvres

### Romans
- Les Garennes de Watership Down (Watership Down) (1972)  (ISBN 978-0-7432-7770-9)
- Beklan Empire : 
  - Shardik (1974)  (ISBN 978-0-380-00516-1)
  - Maia (1984)  (ISBN 978-0-517-62993-2)
- The Tyger Voyage (1976)  (ISBN 978-0-394-40796-8)
- The Plague Dogs (1977)  (ISBN 978-0-345-49402-3)
- The Adventures & Brave Deeds Of The Ship's Cat On The Spanish Maine: Together With The Most Lamentable Losse Of The Alcestis & Triumphant Firing Of The Port Of Chagres (1977) (titre alternatif : The Ship's Cat)  (ISBN 978-0-224-01441-0)
- The Girl in a Swing (1980)  (ISBN 978-0-7139-1407-8)
- The Iron Wolf and Other Stories (1980, publié aux États-Unis sous le titre : The Unbroken Web)  (ISBN 978-0-517-40375-4)
- The Phoenix Tree (1980, recueil d'auteurs divers qui comprend "The Story of El-ahrairah and the Black Rabbit of Inle" tiré de Watership Down)  (ISBN 978-0-380-76380-1)
- The Legend of The Tuna (1982)  (ISBN 978-0-283-99393-0)
- Traveller (1988)  (ISBN 978-0-394-57055-6)
- Tales from Watership Down (recueil de nouvelles liées entre elles) (1996)  (ISBN 978-0-380-72934-0)
- The Outlandish Knight (1999)  (ISBN 978-0-7278-7033-9)
- Daniel (2006)  (ISBN 1-903110-37-8)

### Nouvelles
- Back of the Moon (1980)
- The Blind Boy and His Dog (1980)
- The Cat in the Sea (1980)
- Crab (1980)
- The Crimson Parrot (1980)
- The Crow and the Daylight (1980)
- The Giant Eel (1980)
- How long will you live? (1980)
- A Hundred Times (1980)
- The Iron Wolf (1980)

### Essais
- Nature Through the Seasons (1975) (ISBN 978-0-7226-5007-3)
- Nature Day and Night (1978)   (ISBN 0-7226-5359-X) (avec Max Hooper)
- Voyage Through the Antarctic (1982)  (avec Ronald Lockley et Allen Lane)  (ISBN 0-7139-1396-7)
- A Nature Diary (1985)  (ISBN 0-670-80105-4) / 978-0-670-80105-3
- The Day Gone By (autobiographie) (1990) (ISBN 978-0-679-40117-9)
- Antarctica (1990)